# マクシミリアーノ・オリバ
マクシミリアーノ・フェルナンド・オリバ（Maximiliano Fernando Oliva, 1990年3月4日 - ）は、アルゼンチン・サンタフェ州出身のサッカー選手。CSyDトリスタン・スアレス所属。ポジションはディフェンダー（左サイドバック、センターバック）。

## 経歴
CAリーベル・プレートにてキャリアをはじめ、2007年11月24日に行われたCAコロン戦でデビューした。
プリメーラ・ディビシオン・クラウスーラ2008で優勝したが、出場機会は数えるほどだった。2008年、CAティグレに移籍した。
2009年1月、アルゼンチンU-20代表に選出され、ベネズエラで開催された南米ユース選手権に出場した。
プリメーラB・ナシオナルに降格したCMクルセロ・デル・ノルテを2015年末に退団し無所属となっていたが、リーガ1のFCディナモ・ブカレストの夏季キャンプへの参加を経て2016-17シーズンより同クラブと2年契約を交わした。